# ابر در فنجان
ابر در فنجان عنوان نمایشنامه‌ای نوشته محمد چرمشیر است، که در سال ۱۳۸۰، توسط کتاب نیستان در مجلد گزیده ادبیات معاصر، همراه با نمایشنامه‌های در قابی خالی‌مانده و ناتمام به‌چاپ رسیده است. چرمشیر این نمایشنامه را در سال ۱۳۷۸ نوشته است.
ابر در فنجان برای اولین بار در سال ۱۳۷۹، با کارگردانی رؤیا کاکاخانی به‌روی صحنه رفته است.